# Erannis brunneomarmorata
Erannis brunneomarmorata là một loài bướm đêm trong họ Geometridae.